# جيم لانغر
جيم لانغر (بالإنجليزية: Jim Langer)‏ هو لاعب كرة قدم أمريكية أمريكي، ولد في 16 مايو 1948 في ليتل فولز في الولايات المتحدة.

## وصلات خارجية
- جيم لانغر على موقع مرجع كرة القدم المحترفة.كوم (الإنجليزية)
- جيم لانغر على موقع قاعة داكوتا الجنوبية للمشاهير الرياضية (الإنجليزية)